# Elena Mousikou
Elena Mousikou (griechisch Έλενα Μουσικού; * 7. November 1988 in Nikosia) ist eine ehemalige zyprische Bogenschützin.

## Karriere
Elena Mousikou nahm als erste Frau ihres Landes im Bogenschießen an Olympischen Spielen teil. In Peking 2008 belegte sie im Einzelwettkampf den 43. Platz.
Darüber hinaus nahm sie an den Weltmeisterschaften 2007, 2009, 2011, 2013, 2015 und 2019 sowie an den Europameisterschaften 2016 und 2018 teil.